# 니콜라이 솔로비요프 (레슬링 선수)
니콜라이 니콜라예비치 솔로비요프(러시아어: Никола́й Никола́евич Соловьёв, 1931년 7월 12일~2007년 11월 15일)는 소련과 러시아의 레슬링 선수, 코치이다. 1956년 하계 올림픽 그레코로만형 플라이급에서 금메달을 획득했으며, 은퇴 후 코치로 활동했다. 러시아 연방 출범 후에는 상트페테르부르크 레슬링 협회 회장을 지냈다.